# Народний музей хліба (Київ)
Народний музей хліба відноситься до Національного еколого-натуралістичного центру учнівської молоді Міністерства освіти і науки України. У музеї зібрано понад 2000 експонатів, які розповідають про історію хліба, його значення для людини, походження основних зернових культур (жита, пшениці, кукурудзи, ячменю та інших). Метою роботи музею є навчання любові до землі, до хліба, людей до  праці.

## Експозиція

Експозиція «Хліб історії»

Школярі міста Києва зібрали понад шістдесят короваїв з різних куточків України, обрядові випічки, просфори, грузинський лаваш, єврейську мацу. Крім того, експонати присвячені поетам, які писали про хліб, українським вченим селекціонерам, що вивели нові сорти пшениці, понад сто зразків сільськогосподарських культур, старовинні ступи та жорна.
Понад 150 красивих короваїв з різних куточків України можна побачити в експозиції «Хліб — усьому голова». Окраса її, національний хліб України — наша пишна українська паляниця з рум'яним гребінцем. А ще тут можна побачити національний хліб Росії, Білорусі, Казахстану, Узбекистану, Туркменистану, Грузії, Вірменії, Киргизстану, Латвії, Литви і навіть Франції та інших держав світу. В Музеї також зібрано понад 100 експонатів різних сільськогосподарських культур: пшениці, жита, вівса, ячменю. В експозиції Музею є космічний білий і чорний хліб, подарований космонавтом-українцем, двічі Героєм Радянського Союзу П. Р. Поповичем.
Місце в музеї відведено поетові Т. Г. Шевченку, який тепло писав у своїх творах про хліб, про тяжку працю хлібороба. Гілочка з трьох колосків, перев'язана жовто-блакитною стрічкою, коровай з тризубом — дарунок поетові від юннатів України.
В експозиції музею також розповідається про розвиток хліборобства в період колективізації та про голодомори в Україні. Саме із музейної фотоекспозиції про український голодомор чимало іноземних туристів уперше дізнаються про найбільшу трагедію українського народу.
В експозиції значне місце відведено розповіді про хліборобську ниву воєнних (1941–1945) років та в період її відродження, зокрема показані норми видачі хліба населенню блокадного Ленінграда по хлібних карточках. В цій експозиції закарбована сувора пам'ять, гнівне обвинувачення паліям війни. У всіх експонатах, від хлібної шкоринки до щоденника Тані Савичевої — заклик до народів світу не допустити нових смертей і руйнувань.
В Музеї хліба відображена велика роль українських вчених селекціонерів — академіків: В. М. Ремесла, В. Я. Юр'єва, Ф. Г. Кириченка та багатьох інших. В. М. Ремесло, колишній директор Миронівського науково-дослідного інституту пшениці ім. академіка В. М. Ремесла, вивів сорти пшениці «Миронівська 264», «Миронівська 808», «Миронівська 10», «Ювілейна» та багато інших, які за рівнем врожайності перевершували сорти, запроваджені доти у виробництво.

## Науково-освітня робота
У 2006 році виповнилося 25 років від дня заснування Народного Музею хліба НЕНЦ учнівської молоді Міністерства освіти і науки України.
За цей період у музеї побували понад 1,5 мільйони відвідувачів. Щороку експозицію відвідують понад п'ятнадцять тисяч учнів, студентів, освітян. Двічі тут побував Леонід Кучма, залишили свої записи у книзі відгуків депутати різних рангів, дипломати, вчені, письменники і космонавт Леонід Каденюк. На базі Музею щорічно проводяться семінари вчителів, студентів, педагогічних працівників позашкільних навчальних закладів, Всеукраїнські конкурси «Хліб очима дітей», «Хліб моєї Батьківщини» та ін. Працівники музею часто їздять по селах, збирають експонати, записують розповіді хліборобів.